# Commessaggio
Commessaggio là một đô thị tại tỉnh Mantova trong vùng Lombardia của Italia, có vị trí cách khoảng 120 km về phía đông nam của Milano và khoảng 25 km về phía tây nam của Mantova. Tại thời điểm ngày 31 tháng 12 năm 2004, đô thị này có dân số 1.137 người và diện tích là 11,6 km².
Đô thị Commessaggio có các frazione (đơn vị cấp dưới) Bocca Chiavica.
Commessaggio giáp các đô thị: Gazzuolo, Sabbioneta, Spineda, Viadana.